# Erioptera cornuta
Erioptera cornuta är en tvåvingeart som beskrevs av Evgenyi Nikolayevich Savchenko 1984. Erioptera cornuta ingår i släktet Erioptera och familjen småharkrankar. Inga underarter finns listade i Catalogue of Life.